# Jill Officer
Jill Officer, född den 2 juni 1975 i Winnipeg, Kanada, är en kanadensisk curlingspelare.
Hon tog OS-guld i damernas curlingturnering i samband med de olympiska curlingtävlingarna 2014 i Sotji.